# Список міністрів закордонних справ Данії
Список міністрів закордонних справ Данії
До 1848 р. керівниками зовнішньої політики Данії були суперсекретарі-президенти так званої «німецької канцелярії» («Tyske Kancelli»), заснованої в 1523 р. і названої «німецькою» через використання німецької мови під час її використання. зустрічей. У 1806 році її назву було змінено на "Slesvig-Holstenske Kancelli'", а в 1848 році на "Danske Kancelli", оскільки почала використовуватися данська мова.

## Міністри закордонних справ Данії

### Список міністрів закордонних справ Данії (1848–тепер)
1. Ерік Скавеніус (1940—1945)
2. Вільгельм Бюл (1945—1945)
3. Йон Крістмас Меллер (1945—1945)
4. Густав Расмуссен (1945—1950)
5. Оле Бьєрн Крафт (1950—1953)
6. Ганс Кристіан Гансен (1953—1958)
7. Єнс Отто Краг (1958—1962)
8. Пер Хаккеруп (1962—1966)
9. Єнс Отто Краг (1966—1967)
10. Ганс Расмуссен Табор (1967—1968)
11. Поуль Гартлінг (1968—1971)
12. Кнуд Берге Андерсен (1971—1973)
13. Уве Гульдберг (1973—1975)
14. Кнуд Берге Андерсен (1975—1978)
15. Анкер Йоргенсен (1978—1978)
16. Хеннінг Крістоферсен (1978—1979)
17. Кьєльд Олесен (1979—1982)
18. Уффе Еллеман-Єнсен (1982—1993)
19. Нільс Хельвег Петерсен (1993—2000)
20. Могенс Люккетофт (2000—2001)
21. Пер Стіг Меллер (2001—2010)
22. Лене Есперсен (2010—2011)
23. Віллі Сьовндаль (2011—2013)
24. Хольгер Нільсен (2013—2014)
25. Мартін Лідегор (2014 — 2015)
26. Крістіан Єнсен (2015—2016)
27. Андерс Самуельсен (2016—2019)
28. Єппе Кофод (2019—2022)
29. Ларс Люкке Расмуссен (з 2022)